# 黃宗炎
黄宗炎（1616年—1686年），字晦木，一字立谿，号鹧鸪，浙江余姚（今浙江省余姚市）人，明末清初学者。

## 生平
黄宗炎是黄尊素次子，母姚氏，兄黄宗羲。曾师从刘宗周。崇祯九年（1636年），黄宗炎与黄宗羲、三弟黄宗会到杭州应考乡试，时人称为“浙东三黄”。崇祯十二年，黄宗炎秋试不中，与黄宗会约定闭关读尽天下书才出世。顺治二年（1645年），黄氏兄弟在家乡起兵抗清，惟最终失败。
黄宗炎“于象纬、律吕、小学、轨革、壬循之学均有钻研，兼长于诗”，主张“理象合一”，注重“践履”。
《清史稿》中有他的传。

## 著作
易学著作：
- 《周易象辞》二十一卷
- 《周易寻门余论》一卷
- 《图学辩惑》一卷
- 《太极图说辨》
- 《忧患学易》

其他：
- 《四书会通》
- 《六书会通》
- 《寻门余论》
- 《二晦山栖集》